# جيلما دياز
خطأ لوا في mw.text.lua على السطر 25: bad argument #1 to 'match' (string expected, got nil).
جيلما دياز (بالبرتغالية: Djalma Dias‏) هو لاعب كرة قدم برازيلي في مركز الدفاع، ولد في 21 أغسطس 1939 في ريو دي جانيرو في البرازيل، وتوفي بنفس المكان في 1 مايو 1990. شارك مع منتخب البرازيل لكرة القدم. أما مع النوادي، فقد لعب مع أتلتيكو مينيرو ونادي أمريكا ونادي بالميراس ونادي بوتافوغو ونادي سانتوس.

## وصلات خارجية
- جيلما دياز على موقع الاتحاد الدولي (مؤرشف)  (الإنجليزية)
- جيلما دياز على موقع قاعدة بيانات كرة القدم.إي يو (الإنجليزية)
- جيلما دياز على موقع ناشيونال فوتبول تيمز (الإنجليزية)